# 埃米尔·雷诺
夏尔-埃米尔·雷诺（Charles-Émile Reynaud，1844年12月8日—1918年1月9日），法国发明家、艺术家，第一部动画电影的创造者。
1877年，雷诺发明了“活动视镜”（Praxinoscope，亦有译成“实用镜”），1888年12月发明光学影戏机（Théâtre Optique）。1892年，他的第一部动画电影《可怜的比埃洛》（Pauvre Pierrot）在巴黎蜡像馆放映。这部电影也是第一部胶片边上打孔的电影。

## 生平

### 早期生活
1844年，雷诺出生于法国蒙特勒伊，他的双亲对他一生影响很大。父亲是一个钟表师和奖章雕刻师，教会他精巧的机械技术。母亲是学校教师，很崇拜让-雅克·卢梭和他的教学理论，同时还精通水彩画。雷诺没有受过正统的学校教育，他的父母负责他的教育。所有的内容都可以成为学习的内容，不管是在家里还是在自然界，只要是有意思的。家庭教育给雷诺打下了坚实的基础，包括植物学、动物学、天文学和物理等。14岁时，他在巴黎一个精密工程师手下当学徒，后来又师从雕刻家和摄影师亚当·萨洛蒙（Adam Salomon）。很快，他就可以为艾伯·墨伊格诺（Abbe Moigno）组织的一个视听讲座制作幻灯、拍照并绘画。
1865年，父亲逝世后，雷诺与母亲一起来到叔叔位于Puy-en-Velay的城堡。他叔叔是一个外科医生，藏书丰富。他在这里扩展了解剖学、生理学和其他医学知识，还学习了希腊语和拉丁语。在他和墨伊格诺返回巴黎的时候，他已经积累了和放映相关的所有知识。

### 发明
1876年，雷诺决定为一个孩子制作一个光学玩具，在转盘活动影像镜（Phenakistiscope）和幻影座（Zoetrope）的基础上，他设计了活动视镜，并于1877年12月21日申请了专利。该设计用12面镜子拼成圆鼓形，彩色的图片条装在其中，当玩具旋转的时候，反射出每一幅图片，而不需要复杂的机械装置。图片条展现了清晰、明亮、不失真的动画效果，并且没有抖动。他在巴黎租了一套公寓，将活动视镜商业生产，在1878年巴黎世界博览会展出，引起轰动。

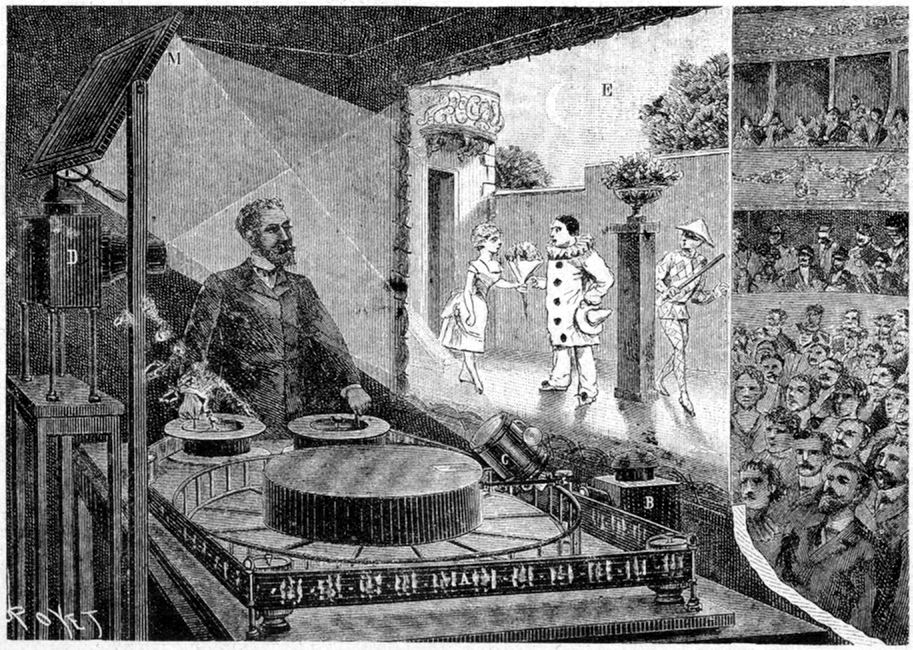
雷诺和光学影戏机

1879年，他改进了活动视镜，设计了活动视镜影戏机（Praxinoscope Théâtre），让镜子放在一个木箱中，上面有一个玻璃的观看孔。1880年，他又发明了投影活动视镜，原理与以前的设计相同，加入了一个幻灯装置，使图片投射到屏幕上，这样就可以有很多观众一起观看。图像被描绘在一个圆盘上，依然和以前一样，只有12幅图像。
1888年12月，他再度改进了设计，申请了光学影戏机的专利。这是一个大型的活动视镜，适合面向公众放映。通过利用线轴扩展了图片条的长度。图像被描绘在胶带条上，两侧打孔，这样转动起来更平滑。一条胶带通常绘有500-600幅图片。

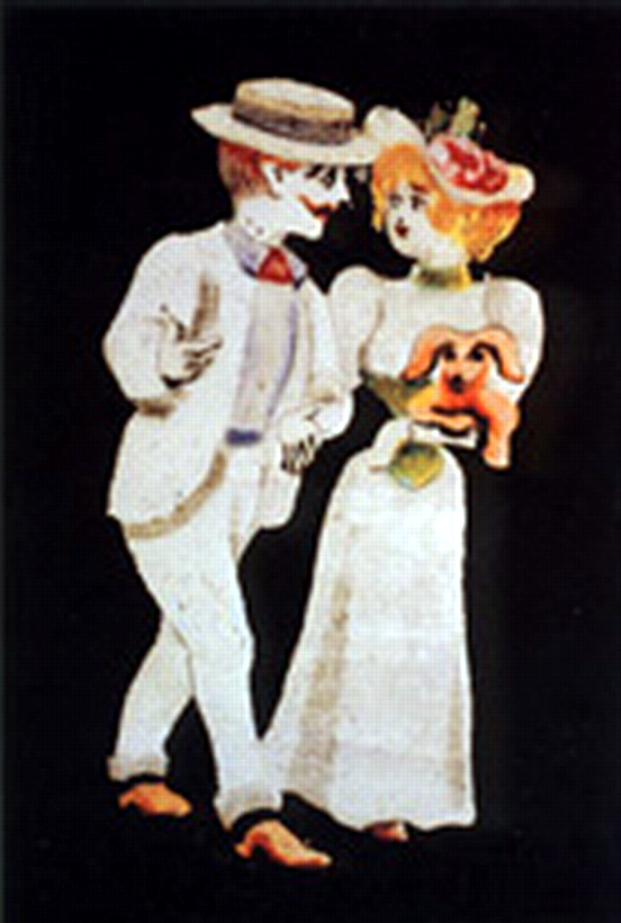
雷诺的作品

1892年，雷诺和巴黎蜡像馆签订了合约。10月28日第一场动画电影公开放映。仪器被放置在一个透明的银幕后方。雷诺是影片的剧本作者，同时自己负责大部分影片的放映，他灵巧地控制图片条的播放次序。《可怜的比埃洛》长达12-15分钟，共计500幅图片。另外两部早期的片子图片数量为300幅，《最佳啤酒》（Un bon bock）为700副。影片播放时配上了专门设计的音乐，获得成功。 1894年3月1日到1895年1月1日，放映暂停，然后再度开放，增加了新的影片和。巴黎蜡像馆的动画影片一直放映到1900年，累计观众达50万人。
雷诺回到设计领域，但是失去了以前的激情。1907年，他设计出三维效果的立体电影。1918年，雷诺在塞纳河畔伊夫里逝世。

## 传记
- Dominique Auzel，《Émile Reynaud, et l'image s'anima》，Dreamland，ISBN 2-910027-37-6